# Chiesa di Santa Maria in Colle
La chiesa di Santa Maria in Colle è un edificio di culto che si trova a Badiola, località nel comune di Radda in Chianti.

## Storia
La chiesa è conosciuta anche come la Badiola , nome che deriva dalla presenta in questa chiesa di un monastero femminile del quale la prima testimonianza certa risale al 1187 quando i patroni di detto monastero erano i Signori del Trebbio. Secondo alcune fonti, il monastero sarebbe stato creato da un gruppo di nobili senesi nel 1089 e sarebbe stato subordinato all'Abbazia di Montecelso. In quel 1187 scoppiò una disputa tra i due monasteri ed è grazie a quell'episodio se è stato possibile scoprire qualche informazione sulla storia di Santa Maria in Colle.
Nelle decime pontificie del 1302 la chiesa è definita canonica ed appare come suffraganea della pieve di San Giusto in Salcio. Nello Statuto della Lega del Chianti del 1384 è riportato che presso la chiesa si teneva un mercato.
La chiesa è oggi proprietà dei Marchesi Mazzei di Fonterutoli, e fa parte di una delle 5 zone vitate dell'azienda agricola omonima.

## Descrizione
La chiesa viene considerata uno degli edifici romanci più interessanti del Chianti dal punto di vista storico-archeologico.
Si presenta come una chiesa ad unica navata coperta a capriate e conclusa da un'abside semicircolare. Sul lato destro della facciata è posto un piccolo campanile a vela.
La chiesa odierna è frutto di un adattamento posteriore visto che in origine la chiesa era a tre navate, come si può dedurre dalla presenza nelle fiancate di alcune archeggiature che nella chiesa antica dividevano la navata centrale dalle due laterali. Sulla destra dell'abside è ancora integro il braccio destro del transetto, che corrispondeva alla parte terminale della navatella destra.
L'abside appare rimontata nella sua parte esterna, tanto che all'interno è visibile una finestrella non presente poi di fuori. La facciata è il frutto di vari rimaneggiamenti e manca totalmente nella parte destra in corrispondenza della navatella destra il cui muro perimetrale affiora dal terreno fino al transetto. La parte sinistra è intatta e il muro laterale della navatella corrispondente è adibito a deposito agricolo.